# Fernando Gómez Cubero
Fernando Gómez Cubero (Azuqueca de Henares, 23 de enero de 1976) es un deportista español que compitió en duatlón. Ganó una medalla de plata en el Campeonato Europeo de Duatlón de 1999.

## Palmarés internacional
| Campeonato Europeo | Campeonato Europeo          | Campeonato Europeo | Campeonato Europeo |
| Año                | Lugar                       | Medalla            | Prueba             |
| ------------------ | --------------------------- | ------------------ | ------------------ |
| 1999               | Blumau-Neurißhof ( Austria) | Medalla de plata   | Individual         |